# A Klase 1960-1961
L'edizione 1960-1961 dell'A Klase fu la diciassettesima come campionato della Repubblica Socialista Sovietica Lituana; il campionato fu vinto dall'Elnias Šiauliai, giunto al suo 7º titolo.

## Formula
Dopo diversi anni, il campionato fu nuovamente diviso in due fasi (l'ultima volta era capitato nel 1948): la prima fase prevedeva due gironi, entrambi formati da dodici squadre, per un totale di 24 squadre. In entrambi i gironi si disputarono gare di andata e ritorno per un totale di 22 incontri per squadra.
Nella seconda fase le squadre classificate ai primi due posti dei rispettivi gironi disputavano un torneo a quattro, con gare di sola andata; tutte le altre si affrontarono in gare di andata e ritorno per le posizioni dalla quinta in giù. Ad esempio le due terze si affrontarono per decidere la quinta posizione assoluta, le due quarte per la settima posizione e così via.
Anche questo campionato fu giocato sul formato europeo (inizio in autunno, conclusione in primavera). Le squadre classificate agli ultimi tre posti retrocessero.

## Prima fase

### Girone 1

#### Classifica finale
| Pos. | Squadra                  | Pt | G  | V  | N | P  | GF | GS | DR  |
| ---- | ------------------------ | -- | -- | -- | - | -- | -- | -- | --- |
| 1.   | MSK Panevėžys            | 37 | 22 | 17 | 3 | 2  | 79 | 26 | +53 |
| 2.   | Elnias Šiauliai          | 36 | 22 | 17 | 2 | 3  | 60 | 15 | +45 |
| 3.   | Linų audiniai Plungė     | 28 | 22 | 12 | 4 | 6  | 45 | 25 | +20 |
| 4.   | KPI Kaunas               | 27 | 22 | 12 | 3 | 7  | 50 | 28 | +22 |
| 5.   | MSK Tauragė              | 25 | 22 | 10 | 5 | 7  | 37 | 39 | -2  |
| 6.   | Žalgirio gamykla Vilnius | 23 | 22 | 11 | 1 | 10 | 42 | 39 | +3  |
| 7.   | Troleibusas Vilnius      | 21 | 22 | 9  | 3 | 10 | 34 | 54 | -20 |
| 8.   | KKI Kaunas               | 19 | 22 | 8  | 3 | 11 | 38 | 29 | +9  |
| 9.   | Raudonasis spalis Kaunas | 17 | 22 | 7  | 3 | 12 | 32 | 47 | -15 |
| 10.  | Kooperatininkas Alytus   | 14 | 22 | 5  | 4 | 13 | 27 | 42 | -15 |
| 11.  | EAG Kėdainiai            | 10 | 22 | 4  | 2 | 16 | 20 | 68 | -48 |
| 12.  | RMG Radviliškis          | 7  | 22 | 2  | 3 | 17 | 23 | 75 | -52 |

#### Verdetti
- Qualificate al Girone per il titolo: MSK Panevėžys e Elnias Šiauliai

### Girone 2

#### Classifica finale
| Pos. | Squadra                      | Pt | G  | V  | N | P  | GF | GS | DR  |
| ---- | ---------------------------- | -- | -- | -- | - | -- | -- | -- | --- |
| 1.   | Baltija Klaipėda             | 31 | 22 | 14 | 3 | 5  | 60 | 28 | +32 |
| 2.   | Inkaras Kaunas               | 31 | 22 | 14 | 3 | 5  | 42 | 21 | +21 |
| 3.   | Lima Kaunas                  | 26 | 22 | 12 | 2 | 8  | 46 | 37 | +9  |
| 4.   | Raudonoji žvaigždė Vilnius   | 26 | 22 | 10 | 6 | 6  | 36 | 33 | +3  |
| 5.   | Kooperatininkas Vilkaviškis  | 24 | 22 | 11 | 2 | 9  | 46 | 36 | +10 |
| 6.   | Laisvė Kretinga              | 22 | 22 | 9  | 4 | 9  | 37 | 41 | -4  |
| 7.   | Mastis Telšiai               | 21 | 22 | 9  | 3 | 10 | 44 | 38 | +6  |
| 8.   | Statybininkas Šiauliai       | 21 | 22 | 10 | 1 | 11 | 34 | 52 | -18 |
| 9.   | Cementininkas Naujoji Akmenė | 20 | 22 | 9  | 2 | 11 | 37 | 39 | -2  |
| 10.  | Šešupė Kapsukas              | 19 | 22 | 8  | 3 | 11 | 43 | 42 | +1  |
| 11.  | Lokomotyvas Vilnius          | 14 | 22 | 6  | 2 | 14 | 25 | 40 | -15 |
| 12.  | Kooperatininkas Ukmergė      | 9  | 22 | 3  | 3 | 16 | 22 | 65 | -43 |

#### Verdetti
- Qualificate al Girone per il titolo: Baltija Klaipėda e Inkaras Kaunas

## Seconda fase

### Girone per il titolo
|                        | Pos. | Squadra          | Pt | G | V | N | P | GF | GS | DR |
| ---------------------- | ---- | ---------------- | -- | - | - | - | - | -- | -- | -- |
| RSS Lituana (bandiera) | 1.   | Elnias Šiauliai  | 4  | 3 | 1 | 2 | 1 | 6  | 2  | +4 |
|                        | 2.   | Baltija Klaipėda | 3  | 3 | 1 | 1 | 1 | 6  | 6  | +0 |
|                        | 3.   | Inkaras Kaunas   | 3  | 3 | 1 | 1 | 1 | 6  | 7  | -1 |
|                        | 4.   | MSK Panevėžys    | 2  | 3 | 1 | 0 | 2 | 7  | 10 | -3 |

### Spareggio 5º posto
| Squadra 1            | Totale | Squadra 2   | Andata | Ritorno |
| -------------------- | ------ | ----------- | ------ | ------- |
| Linų audiniai Plungė | 5 - 4  | Lima Kaunas | 2 - 2  | 3 - 2   |

### Spareggio 7º posto
| Squadra 1  | Totale | Squadra 2                  | Andata | Ritorno |
| ---------- | ------ | -------------------------- | ------ | ------- |
| KPI Kaunas | 3 - 1  | Raudonoji žvaigždė Vilnius | 1 - 0  | 2 - 1   |

### Spareggio 9º posto
| Squadra 1   | Totale | Squadra 2                  | Andata | Ritorno |
| ----------- | ------ | -------------------------- | ------ | ------- |
| MSK Tauragė | 7 - 3  | Raudonoji žvaigždė Vilnius | 3 - 3  | 4 - 0   |

### Spareggio 11º posto
| Squadra 1                | Totale | Squadra 2       | Andata | Ritorno |
| ------------------------ | ------ | --------------- | ------ | ------- |
| Žalgirio gamykla Vilnius | 12 - 3 | Laisvė Kretinga | 3 - 3  | 9 - 0   |

### Spareggio 13º posto
| Squadra 1      | Totale | Squadra 2           | Andata | Ritorno |
| -------------- | ------ | ------------------- | ------ | ------- |
| Mastis Telšiai | 5 - 3  | Troleibusas Vilnius | 4 - 2  | 1 - 1   |

### Spareggio 15º posto
| Squadra 1              | Totale | Squadra 2  | Andata | Ritorno |
| ---------------------- | ------ | ---------- | ------ | ------- |
| Statybininkas Šiauliai | ? - ?  | KKI Kaunas | ? - ?  | ? - ?   |

### Spareggio 17º posto
| Squadra 1                    | Totale | Squadra 2                | Andata | Ritorno |
| ---------------------------- | ------ | ------------------------ | ------ | ------- |
| Cementininkas Naujoji Akmenė | 10 - 5 | Raudonasis spalis Kaunas | 4 - 2  | 6 - 3   |

### Spareggio 19º posto
| Squadra 1              | Totale | Squadra 2       | Andata | Ritorno |
| ---------------------- | ------ | --------------- | ------ | ------- |
| Kooperatininkas Alytus | 4 - 0  | Šešupė Kapsukas | 3 - 0  | 1 - 0   |

### Spareggio 21º posto
| Squadra 1     | Totale | Squadra 2           | Andata | Ritorno |
| ------------- | ------ | ------------------- | ------ | ------- |
| EAG Kėdainiai | 6 - 4  | Lokomotyvas Vilnius | 5 - 3  | 1 - 1   |

### Spareggio 23º posto
| Squadra 1               | Totale | Squadra 2       | Andata | Ritorno |
| ----------------------- | ------ | --------------- | ------ | ------- |
| Kooperatininkas Ukmergė | 6 - 6  | RMG Radviliškis | 3 - 2  | 3 - 4   |